# Едвард Риђ-Шмигли
Едвард Риђ-Шмигли (пољ. Edward Rydz-Śmigły; 1886 — 1941) био је маршал Пољске.

## Војна каријера
У Првом светском рату био је на челу диверзантско-обавештајне Пољске војне организације (пољ. Polska Organizacja Wojskowa) 1917-1918. У време пољске интервенције против Русије 1919. командовао је дивизијом, а у совјетско-пољском рату 1920. командује армијом.

### Диктатор
Наследио је Јозефа Пилсудског на власти 1935. и истовремено, постао главни инспектор војске, а 1936. маршал и врховни командант. Са диктаторским карактером власти спроводио је политику против демократских снага у земљи и против СССР, и све тешње сарађивао са Хитлеровом Немачком.
Када се, након слома Чехословачке, Пољска нашла обухваћена од Немачке, и пред Хитлеровим територијалним захтевима, повезао се са западним силама. До напада Немачке на Пољску 1939. мало је учинио у модернизацији војске.

### Немачка инвазија Пољске
Током немачке инвазије на Пољску септембра 1939, маршал Риђ-Шмигли био је врховни командант пољске армије. Из политичких разлога починио је озбиљне грешке: главнину снага распоредио је кордонски на западној граници, на фронту од 1.600 км, а општу мобилизацију објавио је тек 30. августа. 17. септембра, након совјетске инвазије Пољске, повукао се са владом и остацима војске у Румунију.

### Емиграција и смрт
Емигрирао је после слома Пољске 1939, али се илегално вратио у Пољску 1941, где је умро под конспиративним именом Адам Завиша (пољ. Adam Zawisza) .